# Michiel Reyniersz Pauw

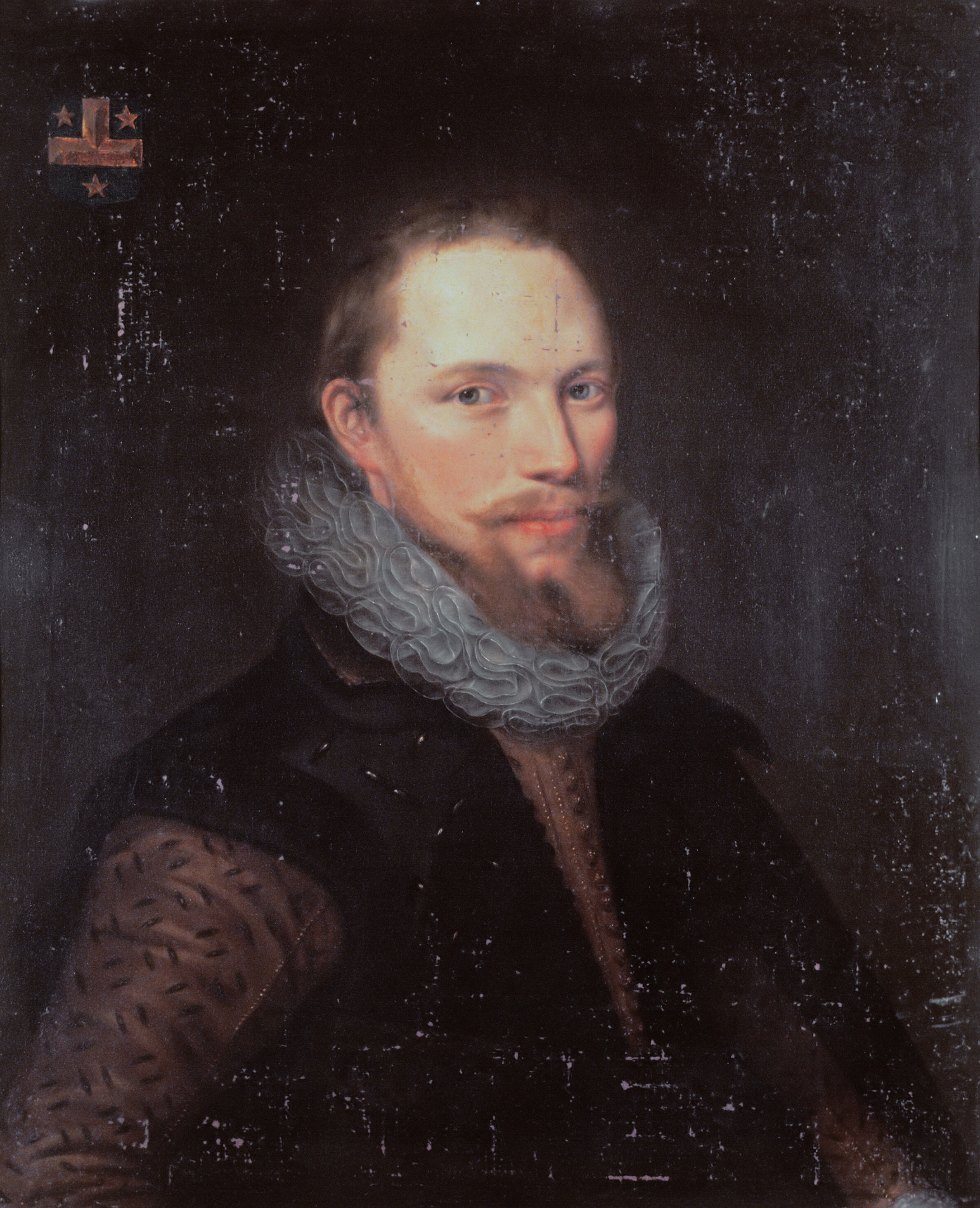
Michiel Pauw, 1618

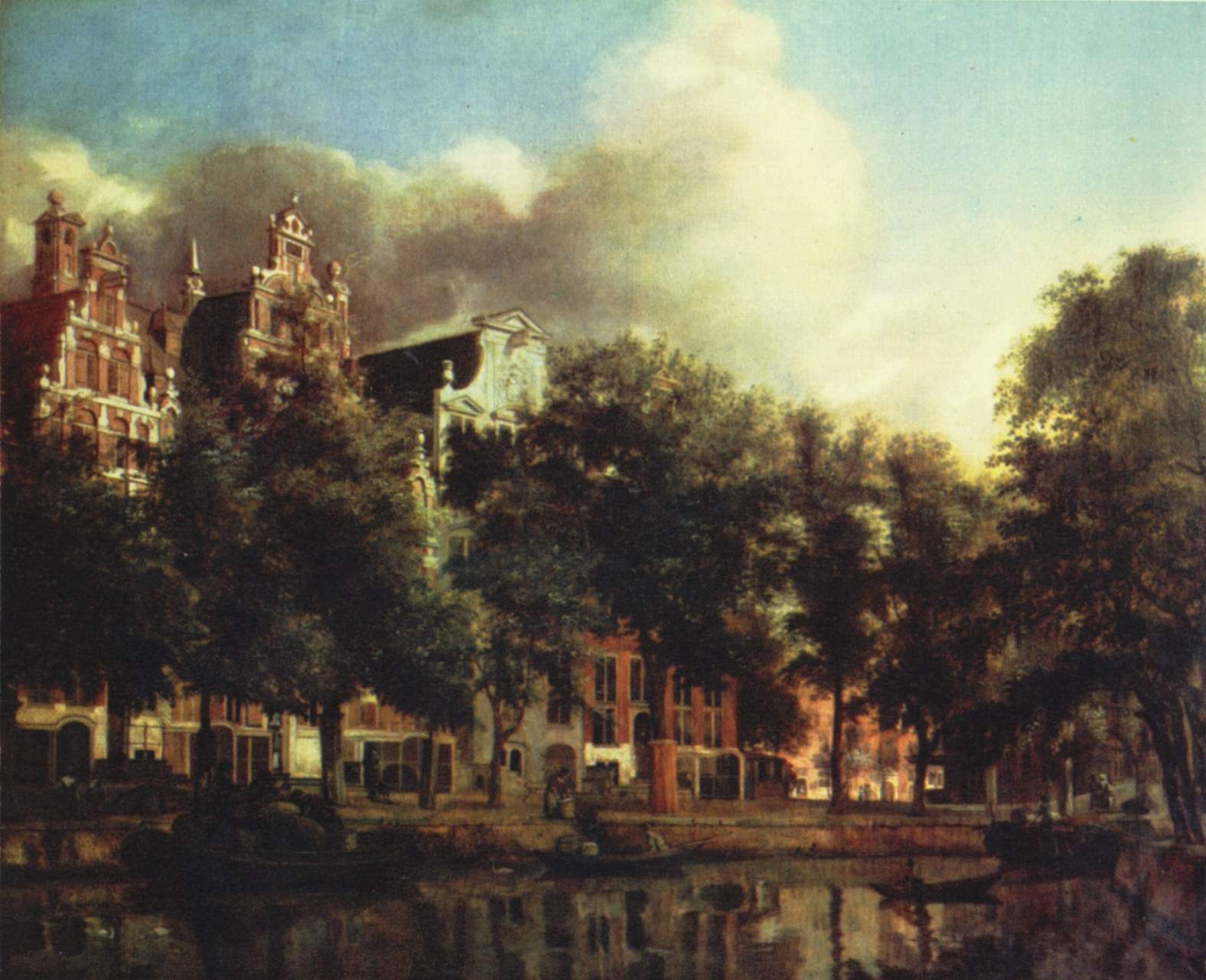
Het huis van Pauw (witte huis in het midden) in de tweede helft van de 17e eeuw op een schilderij van Jan van der Heyden

Michiel Reyniersz Pauw (Amsterdam, 29 maart 1590 – 24 maart 1640) was ridder, schepen van Amsterdam, heer van Achttienhoven en den Bosch (onder Nieuwkoop) en een bewindhebber van de West-Indische Compagnie (WIC). Hij behoorde tot het oorspronkelijk Goudse patriciërgeslacht Pauw.
Pauw werd geboren in Amsterdam als eerste zoon van Cornelia de Lange in een rijke familie van kooplieden. Zijn vader, Reinier Pauw (1564-1636) was niet alleen koopman, maar ook burgemeester van Amsterdam. Pauw studeerde rechten in Leiden. Zijn broer, Adriaan Pauw
 (1581 - 21 februari 1653) was van 1631 tot 1636 en tussen 1652 en 1653 raadpensionaris van Holland, en medeondertekenaar van de Vrede van Münster (1648).
Pauw was in 1615 getrouwd met Hillegonda Spiegel. Het echtpaar had minstens twee kinderen.

## Invloed in de Amerika's

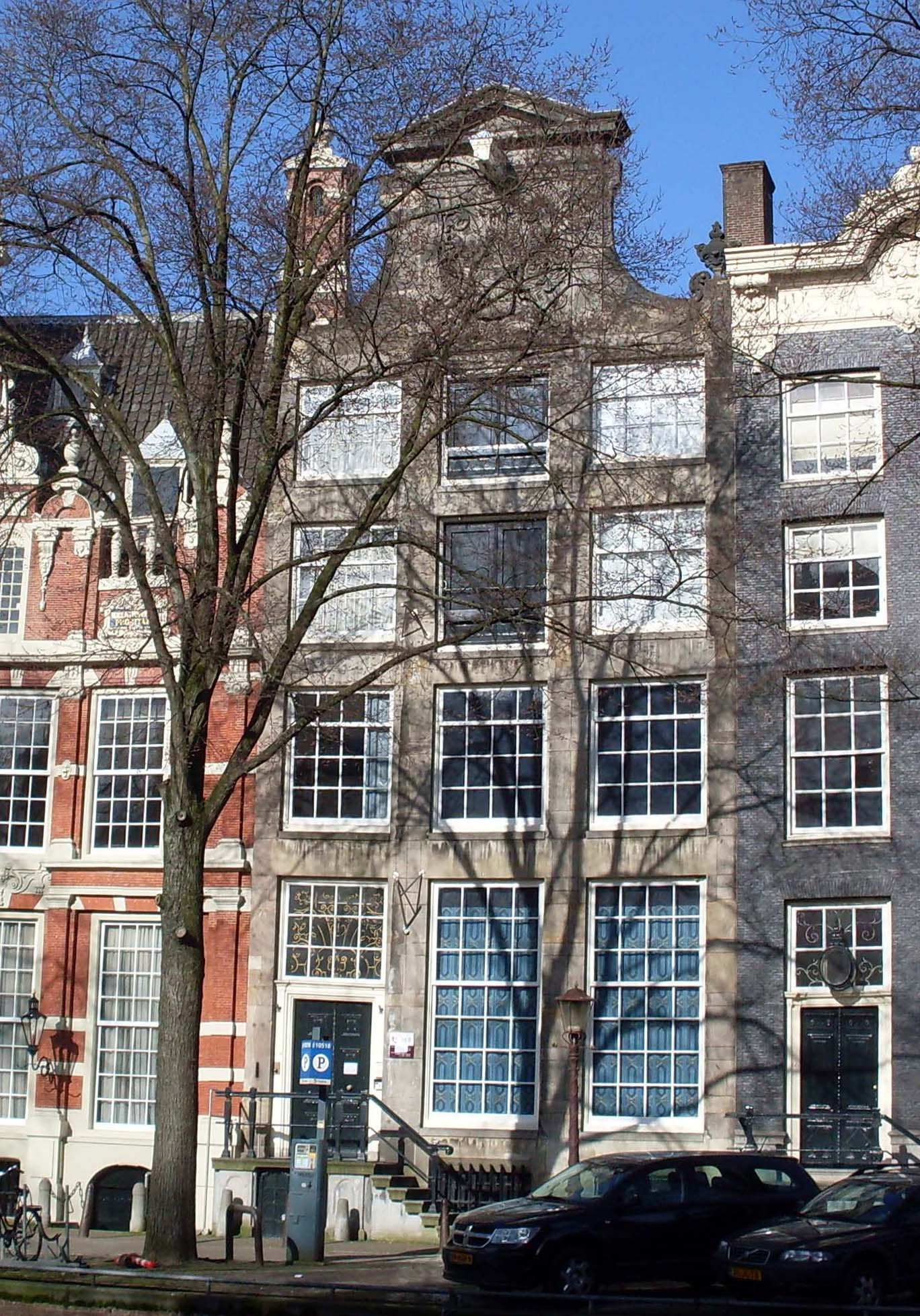
Het huis van Pauw op de Herengracht, vanouds bekend als t Witte Huys

De WIC werd in 1621 opgericht om de overzeese handel op het westelijk halfrond te bevorderen en rond 1625 waren de koloniën Fort Amsterdam (het huidige Manhattan) en Fort Oranje gesticht. Om de stichting van nieuwe nederzettingen aan te moedigen werden grote delen land aangeboden voorzien van de feodale titel patroon. In 1630 wist Pauw twee gebieden in de Nieuwe Wereld te bemachtigen, bij Hopoghan Hackingh (Hoboken) en bij Ashasimus (Harsimus), hoewel het gebied zich waarschijnlijk uitstrekte over Hudson County, New Jersey, en mogelijk tot Staten Eylandt (Staten Island). Dit gebied kreeg de gelatiniseerde naam van Pauw, Pavonia. De naam Pavonia leeft nog voort in een laan in het huidige Jersey City en in een Pavonia Avenue in Kearny.
Pavonia was niet het enige Amerikaanse gebied dat zijn naam zou dragen. De Braziliaanse archipel Fernando de Noronha, ontdekt in 1503 door de Portugese ontdekkingsreiziger Amerigo Vespucci, werd bezet door de Engelsen en van 1556 tot 1612 door de Franse handen. In 1629 werden de eilanden namens de West-Indische Compagnie bezet door Cornelis Jol, die het enige tijd verdedigde tegen een Spaans-Portugese militaire overmacht onder leiding van Rui Calaza Borges. De Nederlanders bezetten de eilanden in 1635 opnieuw en stichtten er een ziekenhuis voor de troepen in noordoostelijk Brazilië, dat in die tijd in handen was van de Nederlanders, met name de kuststrook tussen de São Francisco-rivier en Maranhão. Het eiland raakte bekend onder de naam Pavonia, ter ere van Pauw en zou ongeveer 20 jaar onder Nederlands bewind blijven, waarna de Portugezen het gebied heroverden.
Pauw was blijkbaar erg succesvol en gaf Philips Vingboons, een van de populairste architecten uit zijn tijd, in 1638 de opdracht een grachtenpand te bouwen aan de Herengracht 168, naast Huis Bartolotti. Het werd opgetrokken uit witte zandsteen uit Duitsland, en was het eerste grachtenpand met een halsgevel. Tegenwoordig maakt het deel uit van het Theater Instituut Nederland.
- Biografisch Portaal: 71572154
- Gemeinsame Normdatei: 138934274
- Virtual International Authority File: 95542652